# Клемен, Пауль
Пауль Клемен (нем. Paul Clemen; 31 октября 1866, Лейпциг — 8 июля 1947, Эндорф) — немецкий историк искусства и хранитель древностей; с 1893 года являлся первым «общепровинциальным консерватором» (нем. Provinzialkonservator) Рейнской провинции.

## Биография
Пауль Клемен родился в семье пастора Кристиана Августа Юлиуса Клемена (1838—1920); братьями Пауля были богослов Карл Клемен и историк Отто Клемен. С 1879 по 1885 год Пауль посещал «княжескую школу» (гимназию св. Августина, нем. Gymnasium St. Augustin) в Гримме. По ее окончании, в 1885 году, он занялся исследованиями в области истории искусств и немецкой филологии в Лейпцигском университете; в 1887 году он продолжил данные занятия в Боннском университете, откуда — в 1888 году — перебрался в Страсбургский университет. В 1889 году Клемен получил кандидатскую степень — под руководством историка-искусствоведа Юбера Янищека — с диссертацией на тему «Портреты Карла Великого» (нем. Die Porträtdarstellungen Karls des Großen). 1 октября 1890 года Клемен получил постоянную работу — его задачей была инвентаризация памятников искусства Рейнской провинции; в 1893 году он был назначен первым «общепровинциальным консерватором» (нем. Provinzialkonservator) Рейнской области.
С летнего семестра 1894 до своего выхода на пенсию в 1936 году Пауль Клемен преподавал искусствоведение в Боннском университете. В 1892 году он стал докторантом Боннского университета — под руководством Карла Юсти — с темой по истории искусства: в качестве докторской диссертации ему были защитаны уже опубликованные работы. В 1898 году Клемен получил позицию доцента на факультете искусств; уже через год он стал полным профессором по истории искусства и литературы в Дюссельдорфской академии художеств. В 1902 году он вернулся в Бонн, где занял позицию Карла Юсти в качестве профессора по истории искусств; в том же году Клемен основал Институт истории искусств в Боннском университета.
В 1901 году Пауль Клемен сопровождал наследного принца Вильгельма в его поездке по Бельгии и Нидерландам. Все это время Клемен оставался в должности общепровинциального консерватора: после того как он ушел в отставку — в 1911 году — он занял пост председателя свежесозданного совета по монументам Рейнской провинции (нем. Denkmalrates der Rheinprovinz). Его основной обязанностью было сохранение памятников региона — Клемен был одним из инициаторов создания «Рейнского союза по сохранению памятников и охраны ландшафта» (нем. Rheinischer Verein für Denkmalpflege und Landschaftsschutz, RVDL). В 1924 году он был избран председателем «Дня охраны памятников» (нем. Tages für Denkmalpflege und Heimatschutz) — как один из основателей данного мероприятия он сохранял эту должность до 1932 года. Ключевой научной работой Клемена стал многотомник «Художественные памятники Рейнской провинции» (нем. Die Kunstdenkmäler der Rheinprovinz), включавший в себя 56 томов и к началу XXI века остающийся классической работой по истории немецкого искусства.
После выхода на пенсию Пауль Клемен переехал в Эндорф в Верхней Баварии. В июне 1946 года он в последний раз вернулся в Рейнскую область, которая сильно пострадала во время Второй мировой войны. В разрушенной бомбардировками Базилике Святого Квирина в Нойсе он выступил с программной речью на тему «Рейнские памятники и их судьба — призыв к жителям Рейнланда» (нем. Rheinische Baudenkmäler und ihr Schicksal – Ein Aufruf an die Rheinländer), получившей широкую известность в регионе.

## Вилла Клемен

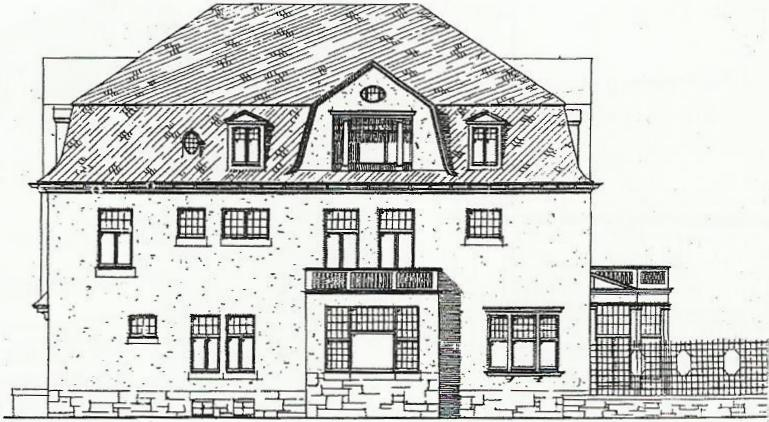
Проект «Виллы Клемен» (1908)

В 1908—1909 годах Клемен построил виллу в Бонне — на берегу Рейна (Coblenzer Straße 119a) — ставшую его частной резиденцией. Здание было сооружено по проекту архитектора Юлиуса Рольфса (Rolffs; тот же архитектор спроектировал и прилегающую виллу профессора Карла Бюльбринга). Стилистически «Виллу Клемен» можно отнести к «живописному барокко» (нем. picturesquen Barock). В июне 1909 года на Клемена был подан судебный иск со стороны инспекции коммунальных служб города, которые полагали, что вилла сооружалась незаконно. В 1934 году Клемен перестроил свою резиденцию в трехэтажный особняк (проект также был разработан Рольфсом).
Во время Второй мировой войны здание было полностью разрушено в результате бомбардировки союзников — особенно после разрушительного воздушного удара, состоявшегося 18 октября 1944 года. Хранившийся в доме архив, коллекция предметов искусства и почти 10 тысяч томов библиотеки погибли. Реконструкция виллы после войны не проводилась.

## Признание
- 1918: Почетная докторская степень от Технического университета Карлсруэ[5]
- 1926: Почетный член Kunstakademie Düsseldorf
- 1926: Почетный член Рейнской школы в Денкмальпфлеге и Хеймацчуц
- 1929: Почетный член Исторического общества Нижнего Рейна
- 1941: награда Гёте-медаль за искусство и науку
- 1942: Премия Джозефа фон Горреса
- 1946: Почетный гражданин города Бонн
- 1946: Почетный член ассоциации художников «Малкастен» в Дюссельдорфе
- 1949: Номинация названия улицы (Paul-Clemen-Straße) в Бонне
- 2013: Основание «Музей Павла-Климена» (Бонн)

## Работы
- Die Kunstdenkmäler der Rheinprovinz. (56 томов)
- Die Klosterbauten der Cistercienser in Belgien. Architekturverlag «Der Zirkel», Berlin 1916. (совместно с Корнелиусом Гурлиттом)
- Der Zustand der Kunstdenkmäler auf dem westlichen Kriegsschauplatz. E. A. Seemann, Leipzig 1916.
- Rheinische Baudenkmäler und ihr Schicksal. Ein Aufruf an die Rheinländer. Schwann, Düsseldorf 1946.
- Gotische Kathedralen in Frankreich. (Einleitung von Clemen, Aufnahmen von Martin Hürlimann, Bilderläuterungen von Peter Meyer) Atlantis Verlag, Zürich 1951.

## Семья
В 1905 году Пауль Клемен женился на Лилли фон Ветьен (von Wätjen; 1884—1966), дочери правительственного советника Германа фон Ветьена (1851—1911) и внучке судовладельца Дидриха Хайнриха Ветьена (1785—1858). В семье родилось двое детей: Вольфганг Клемен (1909—1990) и Петра Клемен (1911—1986).